# Altxevsk
Altxevsk (en ucraïnès: Алчéвськ, en rus: Алчéвск) és una ciutat de l'óblast de Luhansk a Ucraïna. Aquesta es troba a uns 45 kilòmetres de la capital de l'óblast, Luhansk. Des del 2014, Altxevsk està sota control de la República Popular de Luhansk de la Rússia. S'estimava que el 2021 tenia uns 106.550 habitants segons el servei estadístic ucraïnès.